# 모리 마모루
모리 마모루(일본어: 毛利衛)는 일본의 우주비행사이다. 홋카이도 요이치정에서 태어났으며, 일본의 홋카이도 대학, 오스트레일리아의 플린더즈 대학교를 졸업했다. 1992년에는 처음으로 우주 비행을 했다. 모리 마모루는 NASA와 JAXA에서 근무하면서 총 두번에 미션을 수행했다. STS-47, STS-99